# 李美京
李 美京（イ ミギョン、1991年10月2日 - ）は、大韓民国出身のハンドボール選手。ハンドボール韓国リーグの釜山BISCO所属。

## 経歴
2007年にアジアユース選手権で韓国代表U-18に選出。
2010年にハンドボール韓国リーグのソウル市庁へ加入。
2012年にはロンドンオリンピックの韓国代表に選出。
2014年に大邱市庁へ移籍した。
2016年12月に日本ハンドボールリーグの広島メイプルレッズへ加入。2016-17年シーズンは途中加入のため9試合の出場だったが、リーグ15位の55得点を挙げた。プレーオフ決勝ではチームは敗れたものの、両チームトップの8得点を記録し、殊勲選手賞に選出された。
2017-18年シーズンはリーグトップの197得点、同じくリーグトップのフィールド得点（165得点）を記録し、最優秀選手賞とベストセブン賞を受賞した。シーズン終了後に退団。
2018年10月11日に飛騨高山ブラックブルズ岐阜へ加入。
2019年2月に退団し、韓国の釜山BISCOへ移籍。

## 詳細情報

### 年度別成績
| 年       | リーグ   | チーム   | 試合 | フィールド 得点 | 率   | 7m    | 合計    | 警告 | 退場 | 失格 |
| -------- | -------- | -------- | ---- | --------------- | ---- | ----- | ------- | ---- | ---- | ---- |
| 2016-17  | JHL      | 広島     | 9    | 46/87           | .529 | 9/9   | 55/96   | 3    | 3    | 0    |
| 2017-18  | JHL      | 広島     | 24   | 165/286         | .577 | 32/36 | 197/322 | 7    | 6    | 0    |
| 2018-19  | JHL      | 高山     | 17   | 91/179          | .508 | 15/21 | 106/200 | 1    | 4    | 0    |
| JHL：3年 | JHL：3年 | JHL：3年 | 50   | 302/552         | .547 | 56/66 | 358/618 | 11   | 13   | 0    |

- 各年度の太字はリーグ最高、赤太字はリーグにおける歴代最高

### タイトル・表彰

#### 日本ハンドボールリーグ
- 最優秀選手賞：1回 (2017年)
- 殊勲選手賞：2回 (2016年・2017年)
- ベストセブン賞：1回 (2017年)
- 得点王：1回 (2017年)
- フィールド得点賞：1回 (2017年)

### 記録

#### 日本ハンドボールリーグ
- フィールドゴール初得点：2017年1月7日、対ソニーセミコンダクタマニュファクチャリング戦（姶良市総合運動公園体育館）[7]
- 7mスロー初得点：同上
- 通算200得点：2018年2月4日、対プレステージ・インターナショナル アランマーレ戦（八尾市立総合体育館「ウイング」）[8]
- 通算300得点：2019年1月5日、対オムロン戦（姶良市総合運動公園体育館）[9]

### 背番号
- 18 (2016年 - 2018年)
- 20 (2018年 - 2019年)